# Maxillaria acostae
Maxillaria acostae är en orkidéart som beskrevs av Rudolf Schlechter. Maxillaria acostae ingår i släktet Maxillaria och familjen orkidéer. Inga underarter finns listade i Catalogue of Life.